# Deutsche Bartholomiten
Die deutschen Bartholomiten (auch Bartholomäer oder Communisten) waren ein „Institut der in Gemeinschaft lebender Weltpriester“ ( lat.: Institutum clericorum saecularium in commune viventium). Die Gemeinschaft wurde im Jahr 1640 von Bartholomäus Holzhauser (1613–1658) in Schwaben gegründet. Das Institut machte sich die Heranziehung und Bildung guter Prediger und Seelsorger in  Römisch-katholischen Priesterseminarien und die gegenseitige Unterstützung der Mitglieder zur Aufgabe.

## Geschichte
Die Bartholomiten, wie sie sich nach ihrem Stifter Bartholomäus Holzhauser nannten, waren besonders in Süddeutschland, Bayern und Österreich verbreitet, auch in Posen und Spanien fanden sich Mitglieder. Anfangs bestand die Gemeinschaft aus dem Institut der Jugend, dem Institut der Geistlichen und dem Hospital für dienstentpflichtete Seelsorger. Eigentümlich für diese priesterliche Gemeinschaft ist die brüderliche Wohn- und Gütergemeinschaft, Frauen waren in den Pfarrhaushalten nicht erwünscht. Die Mitglieder legten ein einfaches Treue- und Gehorsamsgelübde ab und verpflichteten sich auf einfache asketische Ausbildung, wobei die  katechetisch –  homiletische Ausbildung prägend sein sollte.
Papst Innozenz XI. bestätigte 1680 die Priestergemeinschaft. Bis zum Ende des 18. Jahrhunderts hatten sie sich dann nur noch in einigen bayerischen und schwäbischen Bistümern erhalten. Die unter Papst Pius IX. und Leo XIII. gemachten Versuche, Priestergenossenschaften nach dem Vorbild der Bartholomiten zu gründen, hatten keinen Erfolg. Der Präsident der Gemeinschaft unterstand unmittelbar dem Papst, konnte aber nur im Einverständnis mit den Bischöfen Verfügungen treffen.